# Qeqertaq Avannarleq
Qeqertaq Avannarleq (le groenlandais pour « île la plus septentrionale ») est le nom proposé pour un iceberg découvert en août 2021 par des scientifiques groenlandais au nord du cercle Arctique, au nord de la pointe nord du Groenland, alors qu'ils pensaient qu'il s'agissait d'une île.
Elle fut considérée comme l'île la plus au nord du monde, et la terre la plus proche du pôle Nord, record auparavant détenu par l’île Oodaaq. Cependant, lors d'une expédition à l'été 2022 marquée par la disparition de « l'île », les chercheurs conclurent qu'il s'agissait en fait d'un iceberg plat d'une épaisseur de 20 à 30 mètres recouvert d'une fine couche superficielle de terre et de cailloux.